# (8706) Takeyama
(8706) Takeyama – planetoida z pasa głównego asteroid okrążająca Słońce w ciągu 4 lat i 296 dni w średniej odległości 2,85 au. Została odkryta 3 lutego 1994 roku w obserwatorium astronomicznym w Ōizumi przez Takao Kobayashiego. Nazwa planetoidy pochodzi od Haruo Takeyamy (ur. 1915), japońskiego fizyka, rektora uniwersytetu w Hiroszimie w latach 1977-1981. Przed nadaniem nazwy planetoida nosiła oznaczenie tymczasowe (8706) 1994 CM.